# Мільдью
Мільдью або несправжня борошниста роса винограду — одна з найпоширеніших і небезпечних хвороб винограду.

## Збудник
Збудник мілдью  винограду — паразитний ооміцет Plasmopara viticola (із порядку пероноспорових [=Peronosporales]) — облігатний монофаг (паразитує лише на виноградній лозі). Збудник хвороби здавна розвивався на дикорослих виноградних лозах у лісах південного-сходу Північної Америки. В Європу потрапив у 70-ті роках XIX ст. із завезеними до Франції американськими видами винограду Vitis riparia, Vitis berlandieri, Vitis rupestris. Паразит вражає всі зелені органи виноградної лози — листки, пагони, суцвіття, ягоди й вусики. Листки вражаються мілдью протягом усього вегетаційного періоду.
Джерелом первинної інфекції хвороби слугують зооспори, які зимують в опалих заражених листках і ягодах. Ооспори утворюються наприкінці літа й восени в результаті статевого процесу всередині вражених тканин. Після дозрівання вони зберігають життєздатність більше 2-ох років. Проростають ооспори навесні при температурі від 11 °C до 38 °C. Для проростання їм потрібно дво-триденне сильне зволоження. Швидкість проростання ооспор залежить від температури: оптимальна температура — 25 °C; при 17—25 °C вони проростають за 2—3 дні, а при 11 °C — за 8 днів. Проростаючи, ооспори утворюють зооспорангії, які легко відламуються й переносяться вітром. Осідаючи на поверхні листків винограду, змочених краплями дощу або роси, зооспорангії розтріскуються й вивільняють зооспори.
Зооспори квасолеподібної форми, розміром 6—8х4—5 мкм, з увігнутого боку мають 2 джгутики. Живуть близько 2-ох годин і рухаються у воді, а потім, при дотикові до продихів на нижньому боці листків, рух зооспор припиняється, вони втягують джгутики, набувають округлої форми та вкриваються оболонкою. Після цього зооспори проростають, даючи ниткоподібний паросток, який потрапляє в тканини через продихи. Паросток розростається в грибницю між клітинами. У клітини потрапляють лише гаусторії, якими паразит поглинає поживні речовини.
Після зараження паразит розвивається приховано. Він порушує життєдіяльність клітин, руйнує хлорофіл. На вражених листках з'являються «маслянисті» плями й починається відмирання клітин. У цей період ооміцет утворює органи розмноження. За вологої погоди плями вкриваються білим нальотом, який являє собою зооспорангієносці із зооспорангіями. Зооспорангієносці виходять через продихи. Вони мають моноподіальне галуження: головна вісь несе бокові гілки, які закінчуються короткими зубцями, на яких утворюються зооспорангії. Кожний зооспорангієносець утворює до 200 зооспорангій, в яких формуються по 4-5 зооспор. Конідіальне спороношення відбувається при відносній вологості повітря 95-100 % й температурі від 11 °C до 29 °C. Сильне спороношення спостерігається після дощу або при появі роси, але якщо в кінці інкубаційного періоду стоїть суха погода, то воно затримується.
Інкубаційний період мілдью залежить від температури повітря. Він рівний 4 дням при 21-25°С і 12 дням при 13-14°С. Для проходження інкубаційного періоду потрібна сума середньоденних ефективних (вище 8 °C) температур 61 °C.
Зазвичай протягом вегетації збудник дає 15-16 поколінь. Вологої погоди хвороба розвивається по типу епіфітотії, завдаючи великої шкоди урожаю й насадженням.
В умовах України мілдью характеризується великою шкідливістю в усіх зонах виноградарства. Епіфітотії хвороби майже щорічно розвиваються на виноградниках в Закарпатській області, де випадає велика кількість опадів, на поливних ділянках в заплавах річок Дунаю, Дністра і Дніпра[джерело?]. На виноградних шкілках[прояснити] утворюються виключно сприятливі умови для її розвитку через часті і сильні поливи.
Передчасне опадання листків призводить до порушення багатьох фізіологічних процесів в рослині, викликає пригнічення кущів, погане визрівання пагонів. У сильно вражених кущів різко ослаблюється стійкість проти несприятливих умов зими, а в наступні роки зменшується урожай і його якість.

## Прояви хвороби

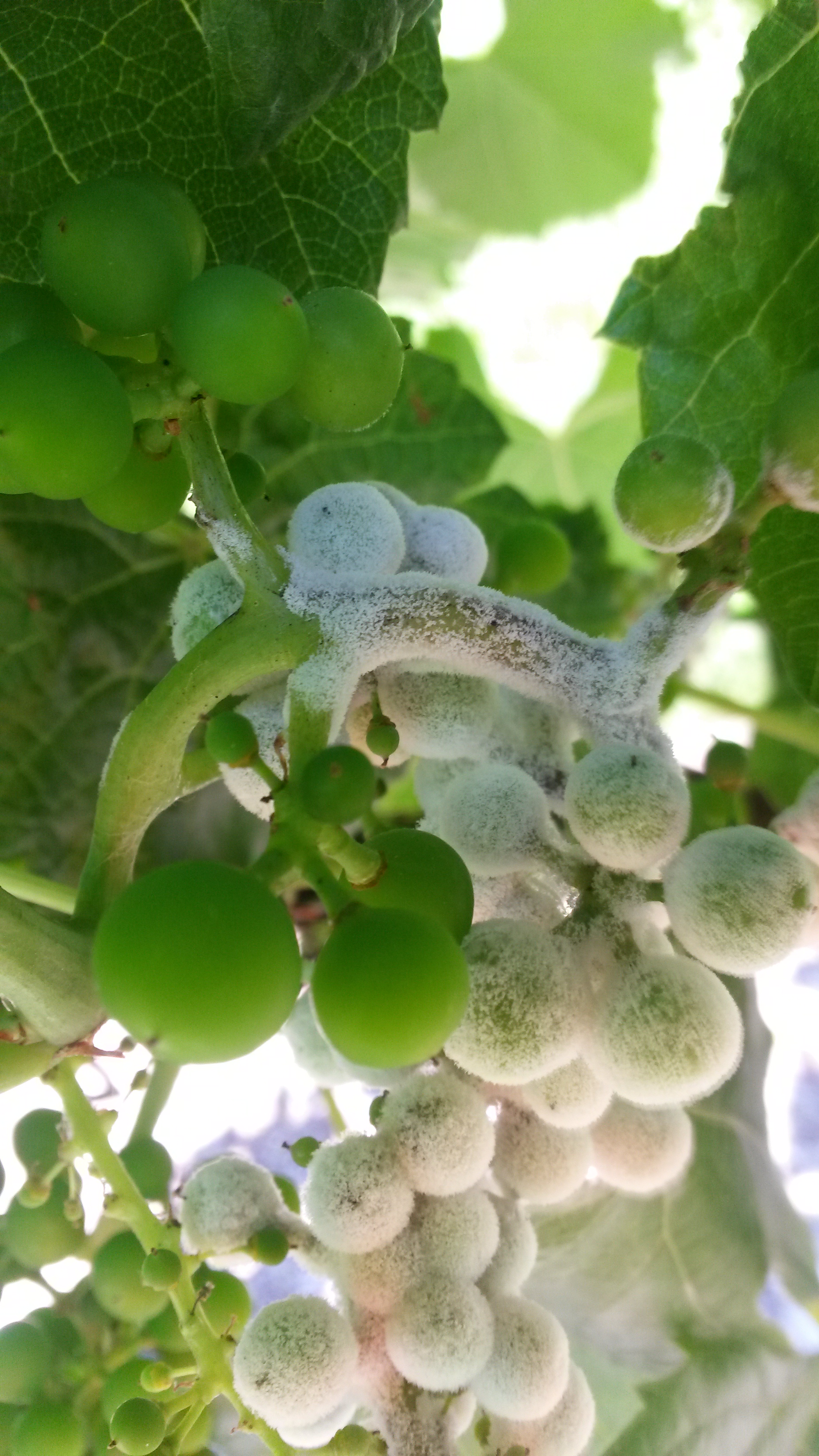

На молодих листках хвороба викликає характерні блідо-зелені чи жовті, трохи прозорі «маслянисті» плями різної величини й форми. Розмір плям досягає 2-3 см у діаметрі. Вологої погоди мілдьюзні плями з нижнього боку листків вкриваються густим білим пухнастим нальотом, який легко стирається і являє собою спори ооміцета. Уражені тканини листків стають жовто-бурими (у білих сортів) чи червоними (у яскравих) винограду. Пізніше вражені ділянки засихають.
При сильному розвитку хвороби відбувається відмирання цілих листкових пластинок, які легко відділяються від черешків. Кущі винограду часто втрачають весь свій листковий апарат. На старих листках другої половини літа і восени мілдью викликає утворення дрібних цяточок з побурілою тканиною. Інколи вони оточені хлоротичною облямівкою. Спороношення на старих листках слабке, вони не відмирають. На зелених пагонах, вусиках і гребенях мілдью викликає видовжені коричневого кольору вдавлені плями, які вологої погоди також вкриваються білим пухнастим нальотом. Частини пагонів, вусиків і гребенів, розміщені вище місця враження, дуже часто відмирають.
На зелених суцвіттях і ягодах мілдью також розвивається активно. Вражені бутони й квітки буріють і відмирають. На квітконіжках з'являються сіруваті або бурі плями. Вологої погоди вони густо вкриваються білуватим нальотом спороношення.
Ягоди найсильніше вражаються мілдью під час початкової фази свого розвитку, коли вони мають багато відкритих продихів. Вражені тканини брудно-бурого кольору, вологої погоди вкриваються нальотом гриба. Зі збільшенням розміру ягід, коли продихи зникають, зараження мілдью відбувається тільки через плодоніжки. Тканина плодоніжок буріє, набуває фіолетового відтінку і відмирає. Ягоди стають потворними, набувають грушеподібної форми. М'якоть їх буріє вони зморщуються й легко відпадають.

## Боротьба з мільдью
Ефективний захист виноградників від мілдью забезпечує тільки комплекс агротехнічних і хімічних заходів. Агротехнічними заходами можна створити умови, несприятливі для розвитку хвороби. Розміщення виноградників на південних, добре провітрюваних схилах, розміщення рядів за напрямом пануючих вітрів, своєчасна підв'язка, обломка, пасинкування, чеканка, систематична боротьба з бур'янами суттєво послаблює розвиток мілдью. Розвиток хвороби затримують також внесення фосфорних і калійних добрив, використання зовнішньокореневих підгодовок мікроелементами. Застосування азотвмісних добрив призводить до прогресування хвороби, що може спричинити ураження всього куща.[джерело?]
Основний метод боротьби з мілдью — обприскування насаджень фунгіцидами. Проти мілдью рекомендовані наступні фунгіциди: Акробат МЦ, Антракол, Блу бордо, Діта М-45, Еупарен, Квадріс, Купроксат, Мелоді дуо, Мерпан, Мікал, Пенкоцеб, Ридоміл Голд МЦ, Стробі, Танос, Ферофлор, Флінт, Фольпан, Чемпіон, Шавіт Ф.[джерело?] Ці препарати можуть бути різних виробників.
Не можна обприскувати виноград під час цвітіння[джерело?]. Під час дуже небезпечного періоду довготривалих дощів (>14 днів) треба спіймати «вікно», під час якого нанесений препарат зможе підсохнути й створити захисний шар, стійкий до змивання.

## Галерея
